# Ivor Hugh Norman Evans
Ivor Hugh Norman Evans (* 1886; † 1957) war ein britischer Anthropologe und Ethnograph.
Ivor Hugh Norman Evans lieferte wichtige Beiträge zur Ethnologie und Archäologie der Malaiischen Halbinsel und von Nordborneo. Seine Borneo-Tagebücher erschienen unter dem Titel Bornean diaries, 1938-1942 (Phillips, Me.: Borneo Research Council, 2002).